# گئورگی پاپویان
گئورگی سارگسی پاپُویان (ارمنی: Գեորգի Սարգսի Պապովյան؛  زادهٔ ۱۸۹۵ - درگذشته ۱۹۹۷) دانشمند علم بهداشت اهل ارمنستان بود.

## زندگی‌نامه
وی در ۱۸۹۵ در تفلیس به دنیا آمد و از دانشگاه خارکوف (۱۹۲۰) فارغ‌التحصیل گشت. همچنین برندهٔ جوایزی همچون نشان لنین، نشان پرچم سرخ کار و پزشک شایسته ارمنستان شوروی () شده است. وی در ۱۹۹۷ در سن ۱۰۲ سالگی در ایروان درگذشت.

## یادداشت
1. ↑  բժշկական գիտությունների դոկտոր